# Ascension Islands
Ascension Islands – grupa małych, niezamieszkanych wysp należąca do Archipelagu Arktycznego, znajdująca się w regionie Kivalliq, Nunavut, Kanada. Są położone u wschodnich brzegów wyspy Southampton. Na południowy wschód od nich znajduje się Caribou Island.